# Peteroma jarinta
Peteroma jarinta là một loài bướm đêm trong họ Noctuidae.